# Lívingston
Lívingston är en kommunhuvudort i Guatemala.   Den ligger i kommunen Municipio de Lívingston och departementet Departamento de Izabal, i den östra delen av landet, 230 km nordost om huvudstaden Guatemala City. Lívingston ligger 16 meter över havet och antalet invånare är 14 350.
Terrängen runt Lívingston är huvudsakligen platt, men söderut är den kuperad. Havet är nära Lívingston åt nordost. Runt Lívingston är det ganska glesbefolkat, med 34 invånare per kvadratkilometer. Det finns inga andra samhällen i närheten. I omgivningarna runt Lívingston växer i huvudsak städsegrön lövskog.